# لوئیس اوژن روی
لوئیس اوژن روی (انگلیسی: Louis Eugène Roy؛ ۱۸۶۱ – ۲۷ اکتبر ۱۹۳۹) سیاستمدار، و کارمند بانک اهل هائیتی بود. وی از ۱۵ مه ۱۹۳۰ تا ۱۸ نوامبر ۱۹۳۰ رئیس‌جمهور هائیتی بود.
لوئیس اوژن روی در ۲۷ اکتبر ۱۹۳۹، در سن ۷۸ سالگی درگذشت.